# Дікель
Дікель (нім. Dickel) — громада в Німеччині, розташована в землі Нижня Саксонія. Входить до складу району Діпгольц. Складова частина об'єднання громад Реден.
Площа — 16,96 км2. Населення становить 462 ос. (станом на 31 грудня 2021).